# Бусовогірська вулиця
Бусовогі́рська ву́лиця — вулиця в Печерському районі міста Києва, місцевості Звіринець, Бусове поле. Пролягає від Дубенської вулиці до Садово-Ботанічного провулку. 

## Історія
Вулиця виникла у 2-й половині XIX століття під назвою Омелютинський провулок (від прізвища землевласника — Омелютин). 1955 року отримала назву вулиця Миколи Гастелло, на честь радянського військового льотчика Героя Радянського Союзу Миколи Гастелло.
Сучасна назва, що походить від місцевості Бусова гора — з 2022 року